# Björn Schwemin

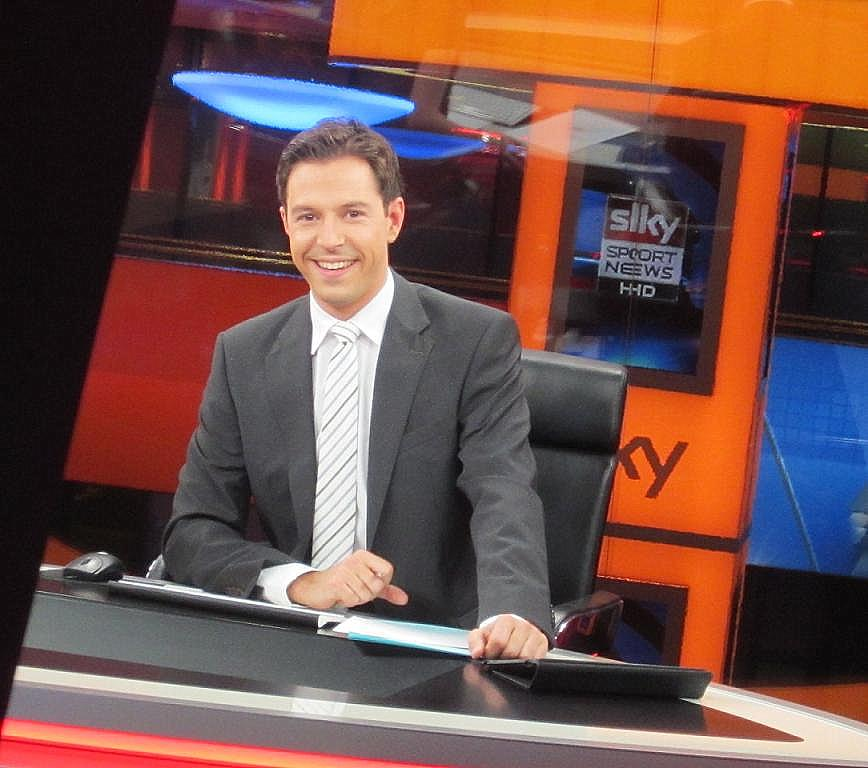
Björn Schwemin 2013

Björn Schwemin (* 1. Februar 1982 in Willich) ist ein deutscher Journalist und Fernsehmoderator.

## Leben
Schwemin besuchte die Grundschule St. Maternus in Kleinenbroich. Nach seinem Abitur am Don Bosco Gymnasium Korschenbroich leistete er seinen Zivildienst bei der Stadt Korschenbroich ab. Danach studierte er in Düsseldorf an der Heinrich-Heine-Universität Medien und Kulturwissenschaften. Nach fünf Semestern beendete er erfolgreich sein Bachelor-Studium. Anschließend studierte er an der Eberhard-Karls-Universität in Tübingen den Aufbaustudiengang Medienwissenschaft und Medienpraxis. Während seiner Schulzeit sammelte er erste Erfahrungen bei der Neuß-Grevenbroicher Zeitung und absolvierte Praktika im Bereich Print, Hörfunk und Rundfunk. Als freier Mitarbeiter machte er Beiträge für Lokalradios in Nordrhein-Westfalen.
Im Jahr 2006 begann Schwemin ein Volontariat beim Fernsehsender NRW.TV. Während seines Volontariats wurde er als Moderator für die tägliche dreistündige Live-Frühstückssendung „Guten Morgen NRW“, die tägliche Live-Sportsendung „Halbzeit“ und die tägliche Live-Nachrichtensendung „NRW-NEWS“ eingesetzt. Anschließend wurde er als Redakteur übernommen. Von 2009 bis Ende 2010 moderierte er von Montag bis Freitag die Nachrichtensendung „NRW-NEWS“.
Von 2011 bis 2017 arbeitete Schwemin beim Sportnachrichtensender Sky Sport News HD als Redakteur und Reporter. Seit Juli 2012 war er auch als Moderator zu sehen.
Seit mehr als 20 Jahren ist Björn Schwemin professioneller Sprecher mit eigenem Tonstudio.

## Belege
1. ↑  RP ONLINE: Entlassungsfeier im Gymnasium Korschenbroich: Das Abitur bestanden. 20. Juni 2001, abgerufen am 1. März 2021.
2. ↑  Zeus-Reporter: Ein Tag als Moderator beim Fernsehen. 27. Mai 2010, abgerufen am 1. März 2021 (deutsch).
3. ↑  sky.de: Sky Sport News HD - Björn Schwemin. Abgerufen am 1. März 2021.
4. ↑  Sky Sport News HD: Alle Infos zum Empfang des neuen Free-TV-Senders. Abgerufen am 1. März 2021.
5. ↑  Sky Sport News HD - Björn Schwemin sky.at, abgerufen am 12. August 2020
6. ↑  Björn Schwemin. Abgerufen am 1. März 2021.

| Personendaten    | Personendaten                             |
| ---------------- | ----------------------------------------- |
| NAME             | Schwemin, Björn                           |
| KURZBESCHREIBUNG | deutscher Journalist und Fernsehmoderator |
| GEBURTSDATUM     | 1. Februar 1982                           |
| GEBURTSORT       | Willich, Deutschland                      |